# Lista szkół w Słupsku

## Szkoły wyższe
- Uniwersytet Pomorski w Słupsku
- Wyższa Szkoła Inżynierii Gospodarki w Słupsku (do 2008 Wyższa Szkoła Biznesu Wiejskiego)
- Gdańska Wyższa Szkoła Administracji Wydział Zamiejscowy

## Szkoły ponadpodstawowe
- I Liceum Ogólnokształcące im. Bolesława Krzywoustego
- II Liceum Ogólnokształcące im. Adama Mickiewicza
- Zespół Szkół Ogólnokształcących
  - IV Liceum Ogólnokształcące im. Krzysztofa Kamila Baczyńskiego
  - Szkoła Podstawowa nr 16 z Oddziałami Sportowymi
- V Liceum Ogólnokształcące im. Zbigniewa Herberta
- Zespół Szkół Ponadpodstawowych (niepubliczny)
  - Technikum Zawodowe nr 1
  - Branżowa Szkoła I-go Stopnia
  - Liceum Ogólnokształcące nr 10
  - Szkoła Policealna nr 1
  - I Liceum Ogólnokształcące dla Dorosłych
  - Branżowa Szkoła II stopnia
- Zespół Szkół "Elektryk" im. Noblistów Polskich
  - Technikum nr 1
  - Branżowa Szkoła I Stopnia nr 1 z Oddziałami Integracyjnymi
- Zespół Szkół Budowlanych i Kształcenia Ustawicznego im. Kazimierza Wielkiego
  - Technikum nr 2
  - Branżowa Szkoła I Stopnia nr 2
  - Liceum Ogólnokształcące dla Dorosłych
- Zespół Szkół Technicznych:
  - Technikum nr 3
  - Liceum Sztuk Plastycznych
  - Branżowa Szkoła I Stopnia nr 3 z Oddziałami Integracyjnymi
- Zespół Szkół Mechanicznych i Logistycznych im. Tadeusza Tańskiego
  - Technikum nr 4
  - Branżowa Szkoła I Stopnia nr 4
  - Branżowa Szkoła II Stopnia nr 1
- Zespół Szkół Ekonomicznych im. Stanisława Staszica
  - Technikum nr 5
  - Branżowa Szkoła I Stopnia nr 5
  - Branżowa Szkoła II Stopnia nr 3
- Zespół Szkół Agrotechnicznych im. Władysława Reymonta
  - Technikum nr 6
  - Branżowa Szkoła I Stopnia nr 6 z Oddziałami Integracyjnymi
- Zespół Szkół Informatycznych
  - Liceum Sztuk Plastycznych
  - Technikum ZSI
  - Wojskowe Liceum Ogólnokształcące
  - Policyjne Liceum Ogólnokształcące
  - Psychologiczne Liceum Ogólnokształcące
  - Szkoła Mistrzostwa Sportowego
- Zespół Szkół STO
  - I Społeczne Liceum Ogólnokształcące
  - I Społeczna Szkoła Podstawowa
- Młodzieżowe Liceum Ogólnokształcące
- Liceum Ogólnokształcące im. Wacława Sierpińskiego
- Zespół Szkół Mundurowych
  - Wojskowe Liceum Ogólnokształcące
  - Policyjne Liceum Ogólnokształcące nr 1
  - Liceum Ogólnokształcące Straży Granicznej i Straży Pożarnej
- I Prywatne Liceum Ogólnokształcące im. Zjednoczonej Europy
- Zespół Szkół Społecznych
  - Społeczne Liceum Ogólnokształcące
  - Społeczne Technikum
- Zespół Placówek Oświatowych
  - Centrum Kształcenia Zawodowego nr 1
  - Bursa Szkolna
- Specjalny Ośrodek Szkolno-Wychowawczy im. UNICEF
  - Branżowa Szkoła Specjalna I Stopnia
  - Szkoła Podstawowa
  - Szkoła Przysposabiająca do Pracy
- Branżowa Szkoła I Stopnia "Tokarnia"
- Pomorskie Liceum Biznesu dla Dorosłych
- Pomorskie Studium Biznesu
- Liceum Ogólnokształcące TEB Edukacja
- Technikum TEB Edukacja
- Akademickie Liceum Ogólnokształcące przy Wyższej Szkole Inżynierii Gospodarki
- Zaoczne Liceum Ogólnokształcące dla Dorosłych „Cosinus Plus”
- Policealna Szkoła Medyczna
- Niepubliczna Szkoła Policealna TEB Edukacja
- Szkoła Policealna Farmaceutyczna
- Szkoła Policealna „Cosinus Plus”
- Medyczna Szkoła Policealna
- Pomorska Akademia Kształcenia Medycznego
- Niepubliczna Szkoła Branżowa I stopnia „Złoty Fach”
- Branżowa Szkoła I stopnia „Rzemiosło”
- Branżowa Szkoła I Stopnia „Cosinus”

## Szkoły podstawowe
- Szkoła Podstawowa nr 1 im. Henryka Sienkiewicza
- Szkoła Podstawowa nr 2 im. Tadeusza Kościuszki
- Szkoła Podstawowa nr 3 im. Janusza Korczaka
- Szkoła Podstawowa z Oddziałami Integracyjnymi nr 4 im. Gustawa Morcinka
- Szkoła Podstawowa z Oddziałami Integracyjnymi nr 5 im. Gryfitów
- Szkoła Podstawowa nr 6 im. Ludwika Waryńskiego
- Niepubliczna Szkoła Podstawowa nr 7 im. Marii Skłodowskiej-Curie
- Szkoła Podstawowa nr 8 im. Żołnierzy Armii Krajowej
- Szkoła Podstawowa nr 9 im. kmdra por. Stanisława Hryniewieckiego
- Szkoła Podstawowa z Oddziałami Integracyjnymi nr 10 im. Polonii
- Szkoła Podstawowa nr 11 im. Mikołaja Kopernika
- I Społeczna Szkoła Podstawowa STO im. Mikołaja Reja
- Katolicka Szkoła Podstawowa Świętej Rodziny z Nazaretu - Ziarno
- Szkoła Podstawowa "Tokarnia"
- II Społeczna Szkoła Podstawowa
- Szkoła Podstawowa Mistrzostwa Sportowego im. dr Jerzego Krzysztofowicza
- Niepubliczna Szkoła Podstawowa "Sukces"

## Inne szkoły i instytucje
- Szkoła Policji w Słupsku
- Pomorski Ośrodek Doskonalenia Nauczycieli

## Szkoły zlikwidowane
- Gimnazjum nr 1 im. Roberta Schumana
- Gimnazjum nr 2 im. Ks. Jana Twardowskiego
- Gimnazjum nr 3 im. A. Mickiewicza (wchodzi w skład Zespołu Szkół Ogólnokształcących nr 2)
- Gimnazjum nr 4 im. Orła Białego
- Gimnazjum nr 5 im. Sejmu Polskiego
- Gimnazjum nr 6 im. Ireny Sendler (wchodzi w skład Zespołu Szkół Ogólnokształcących nr 3)
- Społeczne Gimnazjum nr 1 STO (niepubliczne)
- Społeczne Gimnazjum Językowo-Informatyczne STO (niepubliczne)
- Katolickie Gimnazjum im. św. Marka (niepubliczne)
- Gimnazjum Mistrzostwa Sportowego (niepubliczne)